# Pelecyphora aselliformis
Pelecyphora aselliformis (укр. Пелецифора азелліформіс, Пелецифора азеллоподібна) — вид кактусів з роду пелецифора.

## Етимологія
Видова назва пов'язана зі схожістю ареол рослини з лускою цінної морської риби — «азелли».

## Ареал
Мексика (штат Сан-Луїс-Потосі, в тіні чагарників, на висоті близько 1 800 м над рівнем моря).

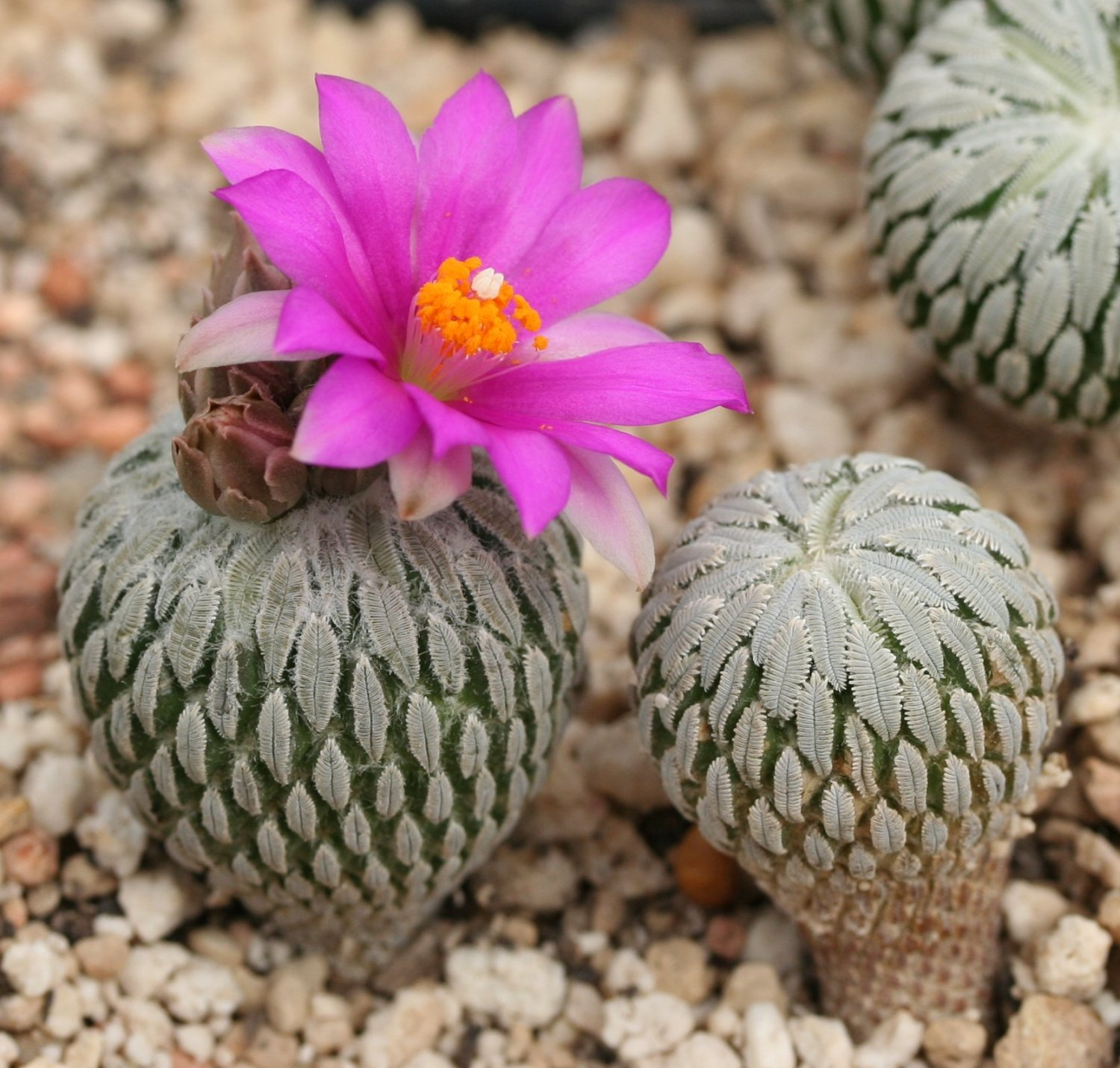
Pelecyphora aseliformis — форма з рожево-фіолетовими квітками

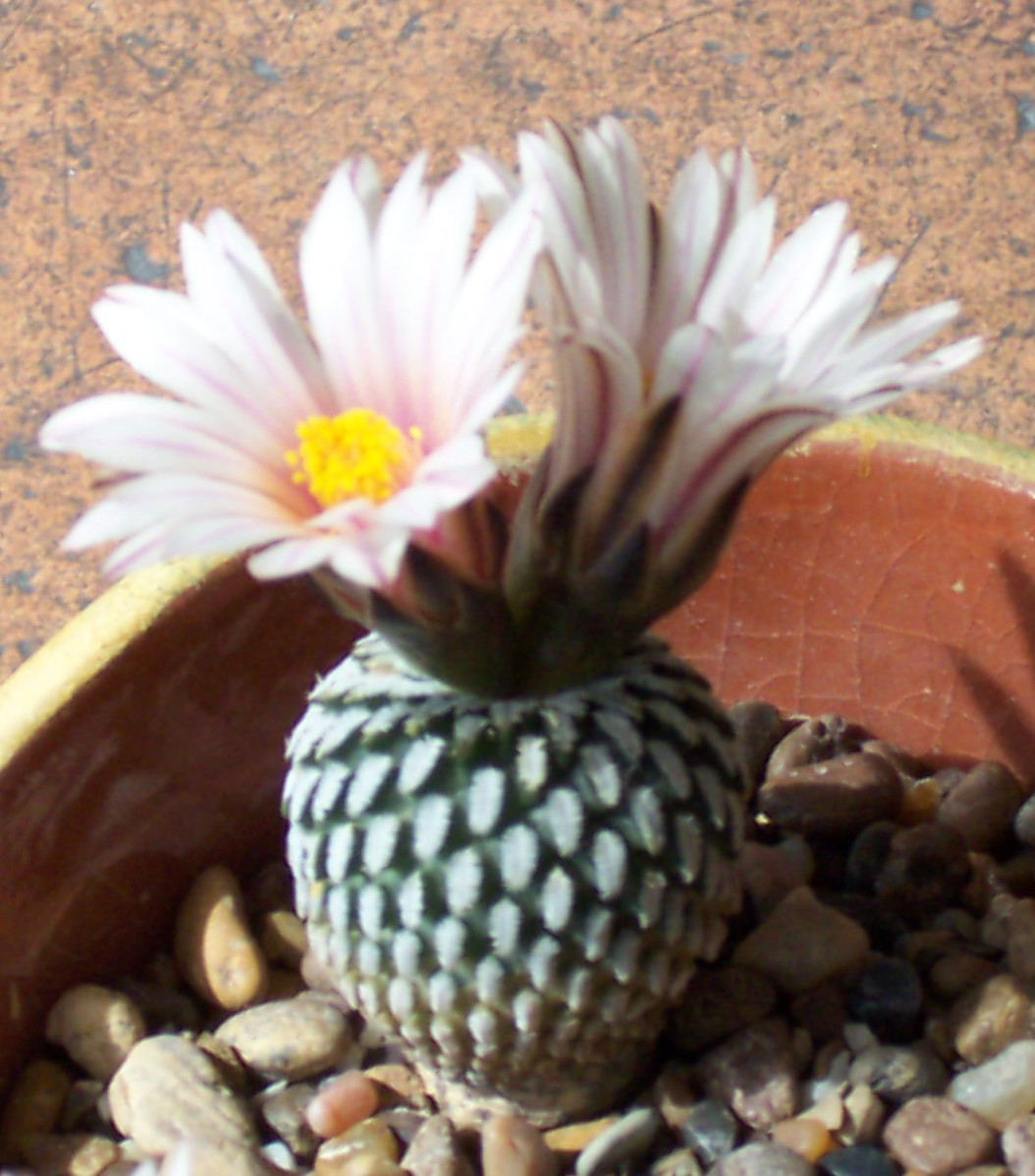
Peleciphora aselliformis «kaktalia» — форма з рожевими квітками

## Морфологічний опис
Молоде стебло — булавовидне, пізніше — кулясте або циліндричне, до 6 см заввишки і до 4 см в діаметрі. З віком обростають дітками. Горбки спірально розташовані, подовжені, зверху ніби обрізані і увінчані овальною диморфною ареолою. Колючки гребневидно розташовані, тільки радіальні, 40-60 в ареолі, білі. Ареоли з колючками зовні нагадують мокрицю. Корінь ріпоподібний. Квітки рожево-фіолетові, 2-3 см в діаметрі. З'являються в апікальній зоні.

## Використання
Peleciphora aselliphormis на батьківщині за вміст мескаліну, як і в лофофорі («пейотль») називають «пейотілло». Але порівняно з лофофорою вміст цього галюциногену настільки малий, що не викликає відчутного ефекту. Пелецифора також містить незначну кількість анхалідіну, горденіну, N-метилмескаліну, пеллотіну та ін. Більшість із цих речовин містяться у лофофорі в більших кількостях. Пейотілло використовується з терапевтичною метою, однак нічого не відомо про його церемоніальне використання.
Pelecyphora aselliformis (як і більшість інших психоактивних кактусів) має для збирачів рослин особливе значення, оскільки вважається рідкісним видом і дуже цінується торговцями та колекціонерами. З цієї причини деякі популяції протягом десятиліть піддавались грабіжницьким зборам. Однак по мірі покращення охорони та припинення розграбування популяцій вони знову самостійно відновлюються. Зайняті рослинами ареали досить малі, з розсіяними і, у деяких випадках, відділеними одна від одної колоніями. У добре відомих та сильно постраждалих від незаконного збору популяціях рослини малочислені, тоді як у маловідомих людям місцях в колонії може бути до 10 000 рослин. У таких місцях стебла можуть досягати діаметра до 8 см, а квіти — до 3,5 см у діаметрі. Тут між колоніями відсутні чіткі межі — вони настільки розростаються, що зливаються одна з одною і вкривають усю можливу поверхню ґрунту.

## Природоохоронний статус
Вид занесений до Додатку I CITES.
Входить до Червоного Списку Міжнародного Союзу Охорони Природи видів, з найменшим ризиком (LC).